# シエナ・ミラー
シエナ・ローズ・ミラー（Sienna Rose Miller, 1981年12月28日 - ）は、アメリカ合衆国/イギリスのモデル・女優・ファッションデザイナー。

## 生い立ち
アメリカ合衆国・ニューヨークで生まれ、幼い頃にイギリス・ロンドンに移住。バークシャーの寄宿学校を卒業後、2000年から1年間、ニューヨークのリー・ストラスバーグ・インスティチュートに在籍。
父親のエドウィン・ミラーはアメリカ人の銀行員、母親のジョゼフィーナ・“ジョー”・ミラーはイギリス系南アフリカ人でロンドンのリー・ストラスバーグ・アカデミー・インスティチュートを運営していた。6歳の時に両親が離婚。父親はイギリス人のインテリア・デザイナー（ケリー・ホッペン）と再婚するが再び離婚。兄弟はファッション・デザイナーの実姉（サバンナ）と異母弟が二人（チャールズ、スティーブン）、義母の連れ子である姉（ナターシャ・コレット）がいる。

## キャリア

### モデル
モデルとしてキャリアを始め、タンディ・アンダーソンと契約後にコカ・コーラやイタリア版『ヴォーグ』、プラダのモデルとなる。2003年には「Pirelli」のカレンダーのモデルに起用される2006年にはペペ・ジーンズ（ロンドン）の専属モデルとして契約する。。

### 俳優
俳優として間もない頃にニューヨークで舞台『The Striker, Independence』やアンソニー・ミンゲラが監督した『Cigarettes & Chocolate』に出演。2001年に『South Kensington』で映画デビューを果たす。2003年にはアメリカのテレビシリーズ『Keen Eddie』のレギュラーとして出演。
2004年公開の映画『アルフィー』で共演したジュード・ロウとの交際で有名になる。翌年には『お気に召すまま』でヒロインのロザリンドを演じてウエスト・エンドの舞台に立った。同年公開の映画『カサノバ』では、ヒース・レジャーの相手役を演じた。2006年公開の『ファクトリー・ガール』では1960年代のポップ・アイコンイーディ・セジウィックを演じ、映画初主演を果たした。

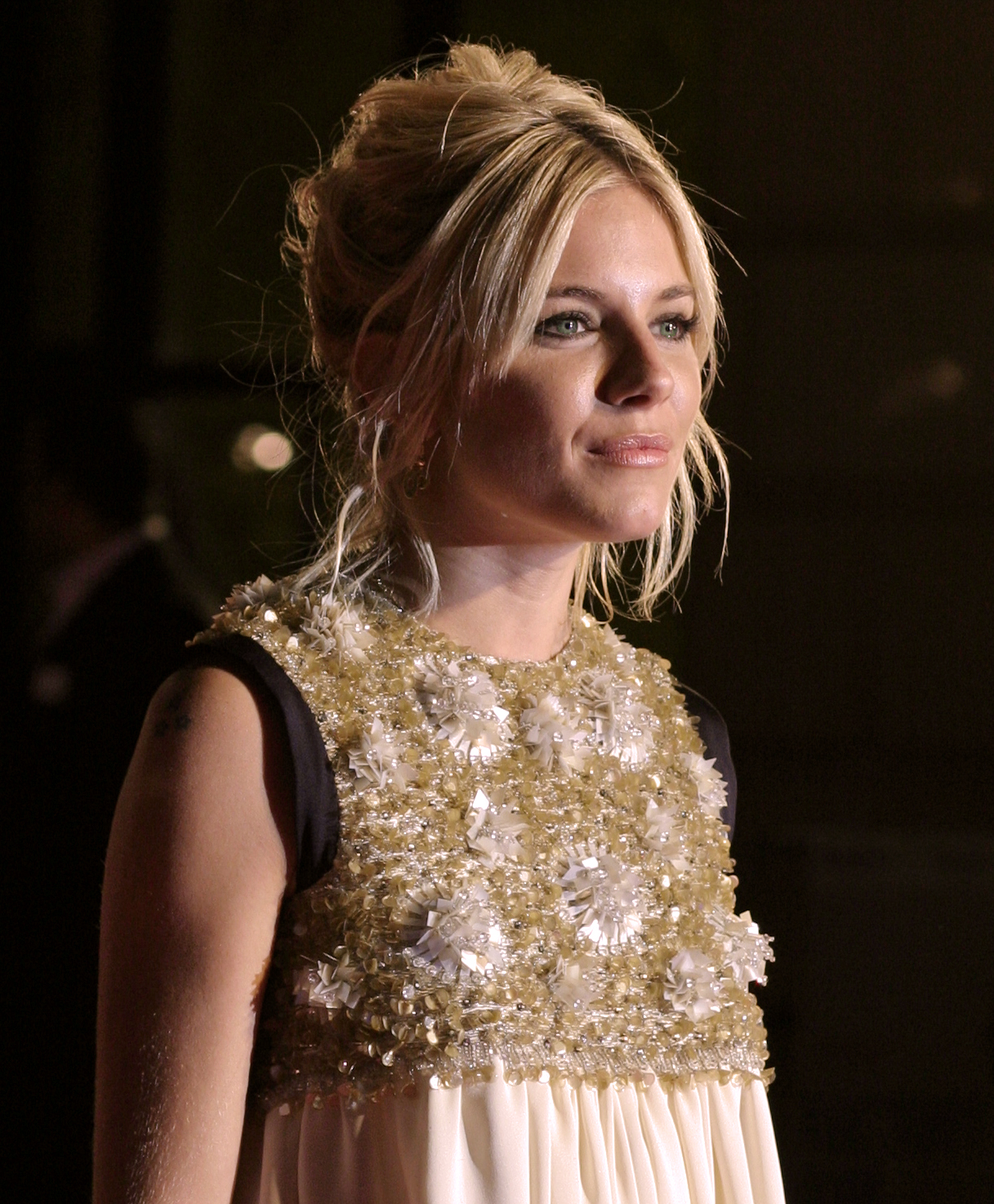
『ファクトリー・ガール』のプレミアにて

2007年公開のスティーヴ・ブシェミ監督作品『Interview』でインディペンデント・スピリット賞主演女優賞や英国アカデミー賞ライジング・スター賞にノミネートされた。
2009年、『アフター・ミス・ジュリー（原題） / After Miss Julie』でブロードウェイの舞台デビューを果たす。
2009年公開の『G.I.ジョー』はシエナ自身、最も興行収入の高い作品となったが、ゴールデンラズベリー賞最低助演女優賞を受賞。同年9月から『After Miss Julie』でブロードウェイの舞台に立った。2010年公開の『ロビン・フッド』で恋人マリアンを演じる予定だったが、降板（ケイト・ブランシェットがマリアンを演じた）。
2015年2月17日開幕の『キャバレー』で主役のサリー・ボウルズ役を務める。

### デザイナー
2007年7月に姉のサバンナと共に「Twenty8Twelve」というファッションブランドを立ち上げ、デザイナーデビューを果たした。姉妹は2012年までレーベルの実権を握り、その後共同クリエイティブディレクターを辞任すると発表した。

## 私生活
ジュード・ロウとは2004年12月に婚約したが、2005年7月、ロウと彼の子供のベビーシッターとの浮気が発覚、ロウが公式にミラーに謝罪するというスキャンダルが起き、直後に婚約を破棄。その後も交際は続いたが2006年11月に別れた。2009年に復縁したが、2011年11月に破局
。
2007年8月から俳優のリス・エヴァンスと交際し婚約するが2008年6月に破局。同年7月にはバルサザール・ゲティとの交際が話題となったが、11月には早くも破局した。
2011年より俳優のトム・スターリッジと交際し、2012年7月には娘が生まれている。2015年7月に関係を解消。
2022年卵子を凍結保存し同年には俳優のオリ・グリーンと交際を公表。

## 主な出演作品

### 映画
| 公開年 | 邦題 原題                                              | 役名                     | 備考                                     | 吹き替え                                |
| ------ | ------------------------------------------------------ | ------------------------ | ---------------------------------------- | --------------------------------------- |
| 2001   | South Kensington                                       | シャロン                 | シエナ・ローズ名義                       | N/A                                     |
| 2002   | ハイスピード・バトル High Speed                        | サバンナ                 | 日本劇場未公開                           | 不明                                    |
| 2002   | ハイスピード・レーサー The Ride                        | サラ                     | 日本劇場未公開                           |                                         |
| 2004   | レイヤー・ケーキ Layer Cake                            | タミー                   |                                          | 川庄美雪                                |
| 2004   | アルフィー Alfie                                       | ニッキー                 |                                          | 永島由子                                |
| 2005   | カサノバ Casanova                                      | フランチェスカ           |                                          | 岡寛恵                                  |
| 2006   | ファクトリー・ガール Factory Girl                      | イーディ・セジウィック   |                                          | （吹き替え版なし）                      |
| 2007   | Interview                                              | カティヤ                 |                                          | N/A                                     |
| 2007   | スターダスト Stardust                                  | ヴィクトリア             |                                          | 園崎未恵                                |
| 2008   | The Mysteries of Pittsburgh                            | ジェーン・ベルウェザー   |                                          | N/A                                     |
| 2008   | Camille                                                | カミーユ・フォスター     |                                          | N/A                                     |
| 2008   | Kis Vuk                                                | ダーシー                 | 声の出演                                 | N/A                                     |
| 2008   | ザ・エッジ・オブ・ウォー 戦火の愛 The Edge of Love     | ケイトリン・マクナマラ   | 日本劇場未公開                           | （吹き替え版なし）                      |
| 2009   | G.I.ジョー G.I. Joe: The Rise of Cobra                 | バロネス                 | ゴールデンラズベリー賞最低助演女優賞受賞 | 園崎未恵                                |
| 2010   | Hippie Hippie Shake                                    | ルイーズ・フェリエ       |                                          | N/A                                     |
| 2011   | ニューイヤーズ・イヴ New Year's Eve                    |                          |                                          |                                         |
| 2012   | マリリン&モナ 踊って、泣いて、輝いて Just Like a Woman | マリリン                 | 日本劇場未公開                           | （吹き替え版なし）                      |
| 2013   | ウソはホントの恋のはじまり A Case of You               | サラ                     |                                          | 東郷すばる                              |
| 2014   | フォックスキャッチャー Foxcatcher                      | ナンシー・シュルツ       |                                          | 山根舞                                  |
| 2014   | アメリカン・スナイパー American Sniper                 | タヤ・カイル             |                                          | 渋谷はるか                              |
| 2015   | ワイルド・ギャンブル Mississippi Grind                 | シモーヌ                 | 日本劇場未公開                           | （吹き替え版なし）                      |
| 2015   | ビジネス・ウォーズ Unfinished Business                 | チャック・ポートノイ     | 日本劇場未公開                           | きっかわ佳代                            |
| 2015   | ハイ・ライズ High-Rise                                 | シャーロット・メルヴィル |                                          | 高橋麻里子                              |
| 2015   | 二ツ星の料理人 Burnt                                   | エレーヌ                 |                                          | 園崎未恵（ソフト版） 不明（機内上映版） |
| 2016   | ロスト・シティZ 失われた黄金都市 The Lost City of Z    | ニーナ・フォーセット     |                                          | 園崎未恵                                |
| 2016   | 夜に生きる Live by Night                               | エマ・グールド           |                                          | 朴璐美                                  |
| 2018   | The Catcher Was a Spy                                  | エステラ・ヒューニ       |                                          | N/A                                     |
| 2018   | シングルマザー ブリジットを探して American Woman       | デボラ・キャラハン       | 日本劇場未公開                           | （吹き替え版なし）                      |
| 2019   | 21ブリッジ 21 Bridges                                  | フランキー・バーンズ     |                                          | 笹島かほる                              |
| 2020   | 思い出で綴る物語 Wander Darkly                         | エイドリアン             | 日本劇場未公開                           | 園崎未恵                                |
| 2023   | My Mother's Wedding                                    | ヴィクトリア             |                                          | N/A                                     |
| 2024   | Horizon: An American Saga – Chapter 1                  | フランシス・キトリッジ   |                                          |                                         |
| 2024   | Horizon: An American Saga – Chapter 2                  | フランシス・キトリッジ   |                                          |                                         |
| TBA    | Untitled Jack Ryan film                                | TBA                      | 撮影中                                   |                                         |
| TBA    | Madden                                                 | キャロル・デービス       | 撮影中                                   |                                         |

### テレビ
| 放送年    | 邦題 原題                                                      | 役名                     | 備考                        | 吹き替え |
| --------- | -------------------------------------------------------------- | ------------------------ | --------------------------- | -------- |
| 2002      | The American Embassy                                           | ベーブ                   | 第4話「Long Live the King」 | N/A      |
| 2002      | Bedtime                                                        | ステイシー               | 計4話出演                   | N/A      |
| 2003-2004 | Keen Eddie                                                     | フィオナ・ビッカートン   | メイン                      | N/A      |
| 2009      | トップ・ギア Top Gear                                          | 本人                     | 計2話出演                   |          |
| 2012      | ザ・ガール ヒッチコックに囚われた女 The Girl                   | ティッピ・ヘドレン       | 主演                        |          |
| 2019      | ザ・ラウデスト・ボイス-アメリカを分断した男- The Loudest Voice | ベス・エイルズ           | ミニシリーズ                | 山口協佳 |
| 2022      | ある告発の解剖 Anatomy of a Scandal                            | ソフィー・ホワイトハウス | Netflixミニシリーズ         | 佐古真弓 |
| 2023      | エクストラポレーションズ:すぐそこにある未来 Extrapolations     | レベッカ・シアラー       | 計3話出演                   | 田村睦心 |
| 2024      | ラリーのミッドライフ★クライシス Curb Your Enthusiasm           | 本人                     | 計3話出演                   |          |